# Unión Industrial
Unión Industrial fou una empresa d'instal·lació d'il·luminació a gas per a l'enllumenat públic i particular que es va establir a Vilanova i la Geltrú, constituïda el 2 de juliol de 1884. La fàbrica estava ubicada al carrer Forn del Vidre i ja a principis de 1885 donava servei a gran part de Vilanova, com per exemple la Biblioteca Museu Víctor Balaguer, que va gaudir d'il·luminació a gas des del 24 de desembre de 1884, on es feia servir per il·luminar la sala de lectura i poder obrir el centre de nit. La societat estava constituïda per Florenci Sala Bordas i Francesc Ricart Marrugat com a principals socis. Més endavant, el 1895, canvià de nom i es denominà "Ricart, Sala i Cia", per recuperar el 1913 de nou el nom original. El 1960 tenia 2.120 clients. El 1964 fou comprada per Catalana de Gas y Electricidad.